# سیدی غانم
سیدی غانم (به فرانسوی: Sidi Ghanem) یک منطقهٔ مسکونی در مراکش است که در استان شیشاوه واقع شده‌است. سیدی غانم ۸٬۶۶۷ نفر جمعیت دارد.